# 徐时栋故居
29°52′07.5″N 121°32′17.5″E / 29.868750°N 121.538194°E
徐时栋故居，别名恋湖楼、烟屿楼，位于浙江省宁波市，是清代学者、藏书家徐时栋的故居和藏书楼。故居位于海曙区月湖西岸的共青路79号。建筑建于晚清，坐西朝东，遥对月湖花屿，占地面积975平方米:166。建筑分为大门、前后两进楼房及东西附属建筑组成，前进楼上为徐时栋藏书处。2023年9月1日公布为宁波市文物保护单位。